# Cristino Cortes
Ladislau Cristino Cortes (Barra do Garças, 15 de junho de 1926 – Barra do Garças, 17 de junho de 2001) foi um político brasileiro eleito prefeito de Barra do Garças por três vezes.

## Dados biográficos
Filho de Antônio Cristino Cortes, fundador da cidade, e de Joana Cristino Cortes. Agropecuarista, inciciou sua carreira política ao eleger-se prefeito de sua cidade natal pela UDN em 1954, legenda a qual se filiara no ano anterior. Nos pleitos seguintes foi eleito deputado estadual em 1958 e prefeito de Barra do Garças em 1962. Com o advento do bipartidarismo pelos militares em 1965 ingressou na ARENA, o novo partido governista.
Eleito prefeito de Barra do Garças pela terceira vez em 1970, deputado estadual em 1974  e deputado federal em 1978, ingressou no PDS sendo reeleito em 1982. Naquela legislatura ausentou-se da votação da emenda Dante de Oliveira e votou em Paulo Maluf no Colégio Eleitoral em 1985, não disputando a reeleição em 1986. Retornou às suas atividades particulares ao deixar o parlamento.